# Hoffmannia cryptoneura
Hoffmannia cryptoneura är en måreväxtart som beskrevs av Paul Carpenter Standley. Hoffmannia cryptoneura ingår i släktet Hoffmannia och familjen måreväxter. Inga underarter finns listade i Catalogue of Life.